# Celina Filipowicz-Osieczkowska
Celina Filipowicz-Osieczkowska (ur. 1891, zm. 13 września 1940 w Kurytybie w Brazylii) – historyk sztuki, bizantynolog.

## Życiorys
Absolwentka Uniwersytetu Jagiellońskiego. Doktorat z historii sztuki bizantyńskiej napisała pod kierunkiem Vojeslava Molè. Odbyła także studia w Paryżu pod kierunkiem wybitnego bizantynologa Gabriela Milleta. Od 1936 członek International Convention of Byzantinists and Art Historians w Rzymie. Wybuch wojny w 1939 zastał ją w Londynie. Udała się przez Portugalię do Brazylii, gdzie niebawem zmarła.

## Zainteresowania naukowe
Analizowała głównie ilustracje występujące w rękopisach bizantyńskich. Zajęła się też wpływami malarstwa bizantyńskiego w Polsce, widocznymi zwłaszcza w malowidłach z XIV wieku (min. kaplica św. Trójcy na zamku lubelskim i kaplica Świętokrzyska na Wawelu). Na podstawie tych malowideł wysunęła tezę o istnieniu polskiej szkoły malarstwa bizantyńskiego, która łączyła ikonografię bizantyńską z malarstwem zachodnim. Teza ta w polskiej nauce się nie utrzymała.

## Wybrane publikacje
- Notes sur un manuscript grec du Livre de Job, nr 62 du Musee byzantin d'Athenes, "Byzantion" 6 (1931), z.1, s.223-228.
- Les peintures byzantines de Lublin, "Byzantion" 7 (1932), z.1, s.241-252.
- Mozaika zdobiąca tympanon drzwi królewskich w kościele świętej Zofji w Konstantynopolu, Wilno: Towarzystwo Przyjaciół Nauk 1933.
- La mosaïque de la Porte Royale à Sainte-Sophie de Constantinople et la litanie de Tous les Saints, "Byzantion", 9 (1934), z. 1, s. 42-83.
- Note sur le Rossianus 251 de la Bibliothèque Vaticane, "Byzantion" 9 (1934), z. 1, s. 262-268.
- Ze studjów nad szkołą polską malarstwa bizantyjskiego, "Życie Sztuki" 1 (1934), s. 101-136.
- Mozaika zdobiąca tympanon drzwi królewskich w kościele św. Zofii w Konstantynopolu, "Rozprawy i Materiały Wydziału I Towarzystwa Przyjaciół Nauk w Wilnie. Prace i materiały Sprawozdawcze Sekcji Historii Sztuki" 2 (1935), z. 1, s. 1-30.
- O szkole polskiej malarstwa bizantyńskiego, "Rozprawy i Materiały Wydziału I Towarzystwa Przyjaciół Nauk w Wilnie. Prace i materiały Sprawozdawcze Sekcji Historii Sztuki" 2 (1935), z. 2, s. 25-130.
- L'ivoire du Victoria and Albert Museum réprésentant les miracles du Christ et les ivoires et les miniatures du début de notre ère = Rzeźba z kości słoniowej, przedstawiająca cuda Chrystusa, w Victoria and Albert Museum, a rzeźby z kości słoniowej i minjatury z epoki starochrześcijańskiej,  Cracovie 1936.
- Ze studjów nad szkoła polską malarstwa bizantyjskiego = Notes sur la Majestas Domini et sur l'école polonaise de la peinture byzantine, Kraków: Gebethner i Wolff 1936.
- L'authenticite du calice d"Antioche et les sources de l'artchretien promitif, "Biuletyn Historii Sztuki" 5 (1937), z. 1, s. 12-27.
- Note sur la décoration des manuscrits Vat. lat. 1267-70 = Uwagi o dekoracji rękopisów Biblioteki Watykańskiej nr lat. 1267-70, "Bulletin International de l'Académie Polonaise des Sciences et des Lettres. Classe de Philologie. Classe d'Histoire et de Philosophie", (1937), nr 7/10, s. 104-106.
- Notes sur la décoration des manuscrits Vat. lat. 1267-1270, Lwów: Institut National Ossoliński 1938 (Odb.: "Dawna Sztuka" (1938), z. 2).
- La "Majestas Domini" et les relations d'art entre la France et la Pologne, Paris 1939.
- (współautorzy: Pierre David, Paul Guinard, Alfred-Jan Lauterbach, Władysław Tatarkiewicz),  Art Polonais Art Francais: Etudes d'Influences, Paris: Societe D'Edition "les Belles Lettres"  1939.
- Notes sur les peintures Byzantines de Cracovie et de Lublin, Paris 1940 ("La Voix de Varsovie", z. 5-6).